# غريغ تومسون (قسيس)
غريغ تومسون (بالإنجليزية: Greg Thompson)‏ هو قسيس أسترالي، ولد في 1956 في ميوسولبروك في أستراليا.